# Rakuska Przełęcz
Rakuska Przełęcz (słow. Nižné sedlo pod Svišťovkou, niem. Ratzenbergjoch, Ratzenbergsattel, węg. Morgás-hágó) – przełęcz w Tatrach Wysokich na Słowacji, położona na wysokości 1995 lub 2018 m w długiej południowo-wschodniej grani Wyżniego Baraniego Zwornika, we fragmencie opadającym na północny wschód z Małego Kieżmarskiego Szczytu. W miejscu tym rozpoczyna się Rakuska Grań – końcowy odcinek tej grani.

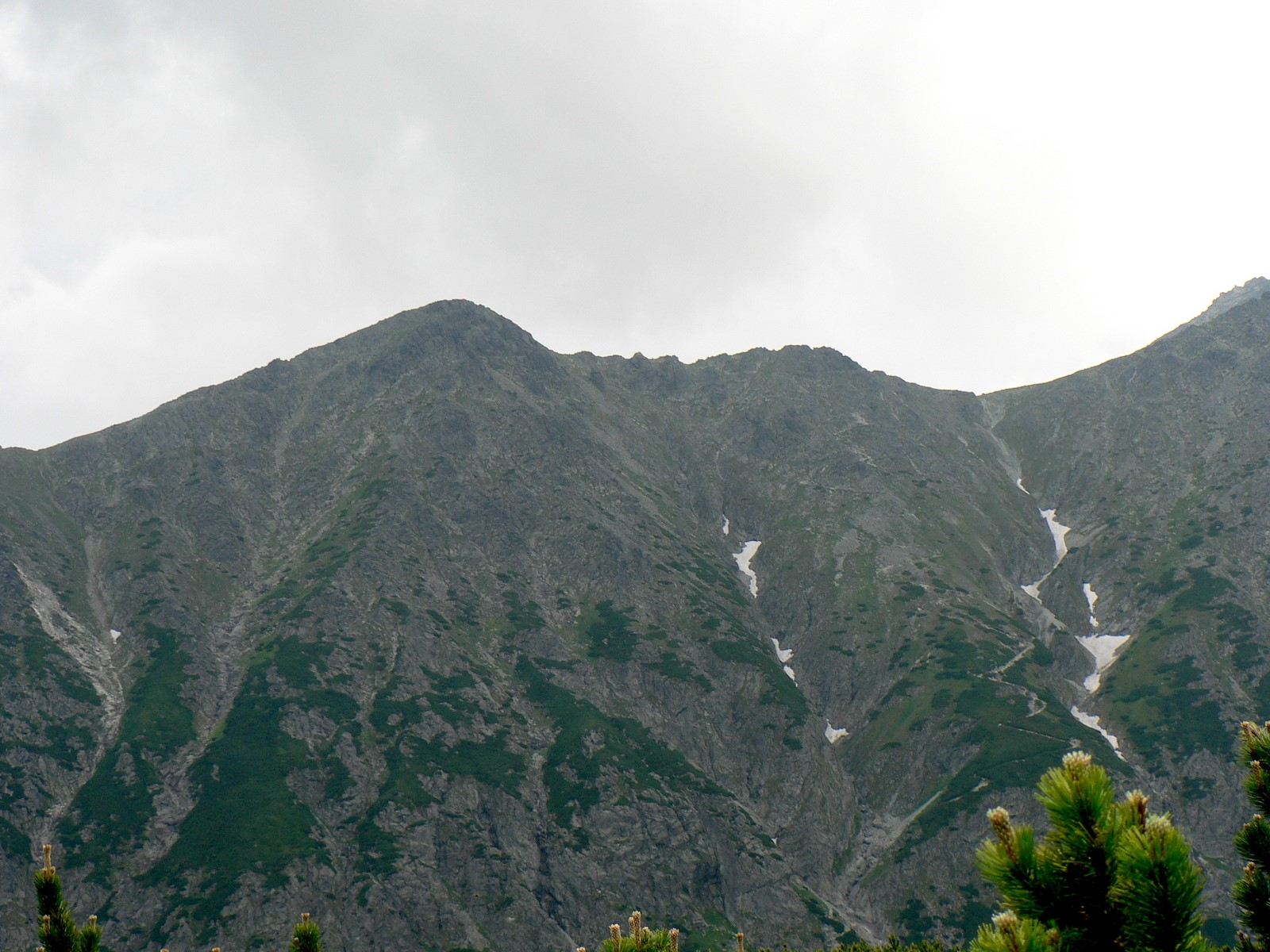
Od lewej: Rakuska Czuba, Rakuski Przechód, Rakuska Kopa, Rakuska Przełęcz

Przełęcz oddziela Złotą Czubę w północno-wschodniej grani Małego Kieżmarskiego Szczytu od Rakuskiej Kopy w Rakuskiej Grani. Jest jedną z dwóch płytkich, trawiasto-piarżystych przełęczy położonych w Rakuskiej Grani pomiędzy masywem Małego Kieżmarskiego Szczytu a Rakuską Czubą. Drugą z nich jest Rakuski Przechód, położony wyżej, pomiędzy Rakuską Czubą a niewielkim wzniesieniem Rakuskiej Kopy. Te przełęcze i szczyty oddzielają od siebie środkowe części Świstówki Huncowskiej (Huncovská kotlinka) od Doliny Zielonej Kieżmarskiej (dolina Zeleného plesa), czyli górne piętra Doliny Huncowskiej i Doliny Kieżmarskiej. Z Rakuskiej Przełęczy do Doliny Zielonej Kieżmarskiej opada stromy Zadni Lendacki Żleb, z Rakuskiego Przechodu zaś Skrajny Lendacki Żleb. Pomiędzy żlebami znajduje się Lendacka Ubocz, płaska grzęda o szerokim trawiastym zboczu. Z przełęczy i całej grani rozlegają się widoki na Dolinę Kieżmarską i Tatry Bielskie.
Szlak Magistrali Tatrzańskiej przechodzi nie przez Rakuską Przełęcz, ale przez pobliski Rakuski Przechód. Prowadzi on z Doliny Łomnickiej na tę przełęcz i dalej w dół Skrajnym Lendackim Żlebem i Lendacką Uboczą do Doliny Zielonej Kieżmarskiej. Drogi przez obie przełęcze są ważnym połączeniem sąsiednich dolin także dla taterników – prowadzą tędy najłatwiejsze szlaki zejściowe z masywu Kieżmarskich Szczytów. Przejście granią pomiędzy Rakuską Przełęczą a Rakuskim Przechodem jest proste i zajmuje ok. 10 min. Dawniej na Rakuski Przechód prowadził też znakowany żółto szlak z Niżniej Rakuskiej Przełęczy trawersujący szczyt Rakuskiej Czuby. Zimą dogodne jest wejście od strony Doliny Huncowskiej i Doliny Łomnickiej, natomiast teren po stronie Doliny Kieżmarskiej jest zagrożony lawinami, także na Magistrali Tatrzańskiej.
Wszystkie nazwy siodła pochodzą od Rakuskiej Czuby. Polska nazwa tych i innych sąsiednich obiektów wywodzi się od wsi Rakusy (Rakúsy).
Rakuska Przełęcz była odwiedzana od dawna (co najmniej od początku XVII wieku). Pierwsze zimowe wejście należy do Güntera Oskara Dyhrenfurtha i Alfreda Martina (8 marca 1906 r.).

## Szlaki turystyczne
– znakowana czerwono Magistrala Tatrzańska z Doliny Łomnickiej przez Huncowską Ubocz na Rakuski Przechód, z przełęczy w dół nad Zielony Staw Kieżmarski.
- Czas przejścia od Schroniska Łomnickiego na Rakuski Przechód: 1:20 h w obie strony
- Czas przejścia z przełęczy do schroniska nad Zielonym Stawem: 45 min, ↑ 1:35 h